# Baishan
Baishan (kinesisk skrift: 白山; pinyin: Báishān; Wade-Giles: Pái-shān) er en by på præfekturniveau i den sydøstlige del af provinsen Jilin i Folkerepublikken Kina. Baishan har et areal på 17.485 km² og ca. 1,29 millioner indbyggere (2007).
Frem til marts 1994 hed præfekturet Hunjiang.
Floden Yalu udgør præfekturets sydgrænse, og den danner grænse til Nord-Korea.

## Administrative enheder
Bypræfekturet Baishan har jurisdiktion over 2 distrikter (区 qū), et byamt (市 shì), 2 amter (县 xiàn) og et autonomt amt (自治县 zìzhìxiàn).
| Kort              | Kort                      | Kort              | Kort                          | Kort                   | Kort        | Kort       |
| ----------------- | ------------------------- | ----------------- | ----------------------------- | ---------------------- | ----------- | ---------- |
| Kort over Baishan |                           |                   |                               |                        |             |            |
| #                 | Navn                      | Hanzi             | Pinyin                        | Befolkning (2003 est.) | Areal (km²) | Indb. /km² |
| Distrikter        |                           |                   |                               |                        |             |            |
| 1                 | Badaojiang                | 八道江区          | Bādàojiāng Qū                 | 330.000                | 1.388       | 238        |
| 2                 | Jiangyuan                 | 江源区            | Jiāngyuán Qū                  | 260.000                | 1.348       | 193        |
| Byamter           |                           |                   |                               |                        |             |            |
| 3                 | Linjiang                  | 临江市            | Línjiāng Shì                  | 180.000                | 3.009       | 60         |
| Amter             |                           |                   |                               |                        |             |            |
| 4                 | Fusong                    | 抚松县            | Fǔsōng Xiàn                   | 300.000                | 6.150       | 49         |
| 5                 | Jingyu                    | 靖宇县            | Jìngyǔ Xiàn                   | 140.000                | 3.094       | 45         |
| Autonomt amt      |                           |                   |                               |                        |             |            |
| 6                 | Changbai (For koreanerne) | 长白朝鲜族 自治县 | Chángbái Cháoxiǎnzú Zìzhìxiàn | 80.000                 | 2.496       | 32         |

## Trafik
Kinas rigsvej 201 fører gennem området. Den begynder i Hegang i provinsen Heilongjiang og fører via blandt andet Mudanjiang og Dandong mod syd til Liaodonghalvøen til Lüshunkou/Dalian.
41°56′N 126°26′Ø / 41.933°N 126.433°Ø